# Pjotr Sakharov-Tjetjeneren
Pjotr Sakharovitj Sakharov-Tjetjeneren (russisk: Пётр Захарович Захаров-Чеченец, tr. Pjotr Sakharovitj Sakharov-Tjetjeneren, født 1816, død august 1846 i Moskva) var en russisk maler af tjetjensk oprindelse. Han menes at være den eneste maler af tjetjensk oprindelse i 1800-tallet og er muligvis den første professionelle tjetjenske maler nogensinde.

## Malerier
- Pjotr Jermolovs børn, 1839
- Portræt af historikeren Timofej Granovskij, 1845